# Elettroshock Daisy
Elettroshock Daisy (電撃デイジー?, Dengeki Deijī) è un manga shōjo scritto e disegnato da Kyōsuke Motomi, serializzato sul Bessatsu Shōjo Comic della Shogakukan dal 12 maggio 2007 al 12 ottobre 2013. In Italia la serie è stata concessa in licenza alla Flashbook, che ne ha pubblicato i volumi tra il 21 novembre 2010 e il 18 ottobre 2014.

## Trama
Il fratello maggiore di Teru, prima di morire, le lascia un cellulare contenente il contatto e-mail di una persona di nome DAISY, alla quale aveva detto di "aiutarla quando egli non sarebbe più stato capace di farlo". DAISY diventa molto importante per la ragazza, poiché negli anni successivi le manda parole e discorsi incoraggianti attraverso il telefono, dato che lei è rimasta sola. Un pomeriggio, dopo che i bulli del Consiglio Studentesco vengono misteriosamente allontanati, Teru rompe accidentalmente una finestra della scuola, cosa che la porta a lavorare per il crudele bidello Tasuku Kurosaki. Tuttavia i suoi sentimenti sorpassano quelli del rapporto padrone-serva e lei inizia a chiedersi quale sia la vera identità di DAISY.

## Personaggi

### Personaggi principali
Teru Kurebayashi (紅林 照?, Kurebayashi Teru)
Teru è una studentessa di sedici anni gentile e sicura di sé, che, essendo orfana, è rimasta sola dopo la morte del fratello maggiore. Le è rimasto solo un cellulare, datole dal fratello, che contiene l'email di DAISY, una persona misteriosa che diventa fonte di incoraggiamento per Teru e che la protegge da lontano tramite messaggi e talvolta attraverso atti fisici a insaputa della ragazza. Nonostante non l'abbia mai incontrato, Teru ha così piena fiducia in lui. Un giorno però rompe una finestra della scuola e così è costretta a diventare la "serva" del bidello Kurosaki Tasuku per ripagare i danni. Durante il corso della storia, i sentimenti di Teru nei confronti di Kurosaki da negativi diventano sempre più romantici e così inizia a chiedersi se Kurosaki possa essere DAISY e se il cellulare del fratello possa in realtà essere qualcosa di più di ciò che sembra.
Tasuku Kurosaki (黒崎 祐?, Kurosaki Tasuku)
Kurosaki è un ragazzo biondo di ventiquattro anni che lavora come bidello nella scuola di Teru e che spesso fuma le sigarette Philip Morris, beve e ha comportamenti violenti. Nonostante il suo atteggiamento sgradevole, si preoccupa costantemente per Teru, proteggendola ed essendo gentile con lei. Teru inizialmente non sa che Kurosaki è DAISY, un hacker che ha lavorato con suo fratello Sōichirō, il quale prima di morire gli lasciò il compito di badare a lei. Viene descritto dagli amici di Teru come un ragazzo molto attraente, anche se non mostra quasi mai le sue emozioni. Dato che i suoi sentimenti per Teru sono noti ai suoi amici, con suo grande dispiacere viene spesso preso in giro da questi con attributi come "pervertito" o "lolicon". Nonostante i suoi forti sentimenti per lei, Kurosaki crede che non ha il diritto di amare Teru dato che è "colui che ha causato la morte di suo fratello". Infatti in tutto il manga i suoi sentimenti sono contrastati costantemente dai ricordi del suo complicato passato come hacker.

### Personaggi secondari
Masuda (増田?)
Masuda è il manager dell'Ohanabatake, una sala da tè in stile occidentale, ed è mostrato spesso con una bandana e un grembiule. Sia Kurosaki che Riko ed altri personaggi si riferiscono a lui con il termine "Master". Nonostante il suo comportamento cordiale e la sua tendenza ad irritare Kurosaki con riferimenti alla sua relazione con Teru, il Master può essere sorprendentemente pauroso; lo stesso Kurosaki ammette che Masuda è molto più spaventoso di lui. Il Master è a conoscenza di tutte le attività di Kurosaki come DAISY ed ha vegliato su di lui anche prima del loro primo incontro con Sōichirō Kurebayashi.
Riko Onizuka (鬼塚 理子?, Onizuka Riko)
Riko Onizuka era un membro del gruppo di progettazione del fratello di Teru, con il quale era fidanzata. Per questo motivo tratta Teru come una sorella minore e vive insieme a lei in un appartamento dello stesso edificio dove abita Kurosaki. Riko è amica di Kurosaki e spesso gli dà consigli riguardo alla sua situazione con Teru, prendendolo in giro frequentemente o punendolo quando pensa che ha agito inopportunamente con lei. È il consulente scolastico della scuola di Teru ed ha trent'anni.
Kiyoshi Hasegawa (長谷川 清?, Hasegawa Kiyoshi)
Kiyoshi è il migliore amico e compagno di classe di Teru. Ha tentato di scoprire di più sul perché Teru è rimasta così povera dopo la morte di suo fratello, nonostante la reputazione di brillante ingegnere di Sōichirō. Tuttavia ha messo nei guai sia se stesso che Teru, per poi essere salvato da Kurosaki. È un ragazzo intelligente che eccelle nella discrezione, e che viene a conoscenza della vera identità di DAISY dal Master in segno di fiducia. Successivamente Kurosaki utilizza Kiyoshi come secondo "servo" ed altro paio d'occhi per proteggere Teru, anche se Kiyoshi non esita a prendere in giro l'affetto del suo padrone per la sua migliore amica.
Kazumasa Andō (安藤 数正?, Andō Kazumasa)
Andō è il preside della scuola di Teru e Kurosaki ed è un vecchio collega di DAISY e del fratello di Teru. Inizialmente sembra essere il bidello sostituto di Kurosaki. Anche se appare come un personaggio comico che spesso esce da luoghi strani, piccoli e oscuri come prese d'aria e bidoni della spazzatura ed è masochista, Andō è serio appena sorgono questioni relative a DAISY e durante le investigazioni si comporta come il capo del gruppo. Il suo soprannome, Andy, gli è stato dato da Sōichirō.
Rena Ichinose ( 一之瀬 玲奈?, Ichinose Rena)
Rena è una ragazza attraente che ha la tendenza ad avere relazioni con uomini inaffidabili e che, in quanto Presidente del Consiglio Studentesco, utilizza il consiglio della scuola sia per fare la prepotente con studenti come Teru e Kiyoshi sia per privatizzare le strutture scolastiche. Grazie alla gentilezza di Teru, gradualmente smette di essere un bullo e di avere relazioni sbagliate. Anche se Rena non lo ammette, Teru diventa una delle sue prime vere amiche, e perciò tenta indirettamente di aiutarla a sviluppare la sua relazione con Kurosaki. Viene suggerito che in seguito si innamorerà di Kiyoshi.
Haruka Sawaguchi (沢口 遥?, Sawaguchi Haruka)
Haruka è una delle compagne di classe e amiche di Teru che si comporta come una specie di capo nel gruppo di amici della protagonista e che incoraggia la relazione dell'amica con Kurosaki. È la prima amica a cui Teru dice di essere a conoscenza del fatto che Kurosaki e DAISY sono la stessa persona. Haruka è spesso la prima a prendere le difese di Teru a scuola, portando in questo modo anche gli altri amici a fare lo stesso. È un membro dei club di arte, di atletica e di fantasmi.
Masumi Takeda (竹田 真澄?, Takeda Masumi)
Uno dei vecchi collaboratori di DAISY, descritto come persistente, ma non molto astuto. Arriva nella scuola di Teru come nuovo insegnante di informatica ed amministratore della gestione delle informazioni, ma in verità spera di avvicinarsi a Teru per ottenere il suo cellulare, credendo che contenga il software inedito a cui Sōichirō stava lavorando prima di morire. Mentre il suo primo tentativo di prendere l'oggetto viene sventato da Kurosaki, dopo il secondo Takeda decide di smettere di molestare Teru a causa della sua determinazione e gentilezza. Successivamente diventa un raro alleato di DAISY.

### Altri personaggi
Sōichirō Kurebayashi (紅林 奏一郎?, Kurebayashi Sōichirō)
Sōichirō Kurebayashi è il fratello deceduto di Teru. Rispettato e ammirato come un ingegnere di computer molto dotato, ha creato un team di ingegneri che includeva Tasuku Kurosaki e Riko Onizuka. Si sa poco sul suo conto: è stato mostrato solo alcune volte in scene comiche con la sorella oppure in scene più serie con le persone di cui si prendeva cura. Prima della sua morte, Sōichirō probabilmente aveva creato un software che sarebbe stato venduto ad un prezzo molto alto, ma che è sparito misteriosamente. Ha costretto il suo amico Kurosaki ad impersonare il ruolo di DAISY. In seguito è stato rivelato che Sōichirō è morto a causa di un cancro allo stomaco e che, invece di curarsi, ha utilizzato tutto il suo tempo rimanente nel tentativo di risolvere il codice del virus di Kurosaki. Anche se Sōichirō è morto di malattia, Kurosaki è fermamente convinto che è stato lui ad aver causato indirettamente la morte del suo amico.
Tetsuya Arai (新井 哲也?, Arai Tetsuya)
Il precedente insegnante di tecnologie dell'informazione e amministratore del sistema della rete scolastica. Aveva una relazione con Rena ed era il consulente del Consiglio Studentesco. Tuttavia ha usato la sua posizione per appropriarsi indebitamente dei fondi della scuola finché Teru non ha chiesto l'aiuto di DAISY per mettere alla luce la questione. Dopo essere stato licenziato, è stato costretto a diventare una pedina in una serie di attività illegali contro DAISY. Preoccupato per la sicurezza di Rena, si avvicina a Teru per rivelarle informazioni riguardo all'organizzazione che lo tiene in pugno.
Chiharu Mori (森 千春?, Mori Chiharu)
Inizialmente presentata come l'attraente infermiera della scuola, Mori fa spesso insulti velati a Teru. Tuttavia, dopo che prova a usare Teru per svelare l'identità di DAISY, Kurosaki diventa gradualmente sempre più sospettoso riguardo a ciò che è capace di fare. Infatti è la vera colpevole di diversi attacchi su Teru e Kurosaki, tutti atti a ottenere informazioni sul pericoloso progetto che aveva creato Kurosaki stesso. Poiché è stata assunta dal predecessore di Andō, il suo passato è sconosciuto. Quando viene svelata la sua vera identità, sparisce dalla scuola e rimane alla larga.
Akira (アキラ?)
Un misterioso e inquietante ragazzo che ha una certa somiglianza con il fratello maggiore di Teru, Sōichirō, e che ha un largo sorriso da maniaco. Per nascondere il suo aspetto, indossa una felpa con cappuccio e di solito porta con sé uno yo-yo. Il suo comportamento è imprevedibile e apparentemente senza rimorsi, anche se è eccezionalmente attaccato ed affezionato a Chiharu Mori, la quale è una sua complice. In seguito viene identificato come un hacker di talento della mafia informatica Hyperion, anche se è un agente poco operativo a causa del suo stato emotivo infantile derivante dal trattamento speciale che ha ricevuto fino a quel momento. Akira mostra un interesse vendicativo nei confronti di Teru e prova piacere a farle del male in modo da mettere alla prova e far preoccupare Kurosaki, che egli incolpa per motivi sconosciuti legati al suo passato.
Amici di Teru
Tra gli amici di Teru ci sono una ragazza dai capelli a forma di casco (Kako カコ) e un ragazzo con i denti da coniglio (Ken ケン) che sono fidanzati, un ragazzo in sovrappeso (Yoshi 良) e una ragazza con la coda di cavallo (Mei メイ). Insieme formano un gruppo comico, i cui membri si supportano l'un l'altro e vedono Teru come il loro capo. Sono molto fedeli sia a Teru che agli altri amici.

## Manga
La serie è stata scritta e disegnata da Kyōsuke Motomi e serializzata dalla Shogakukan sulla rivista Bessatsu Shōjo Comic dal 12 maggio 2007 al 12 ottobre 2013, in sedici volumi tankōbon. Il sedicesimo volume è stato pubblicato in due edizioni: una regolare e una limitata; in Italia, quest'ultima edizione è stata resa disponibile per la vendita solo durante il Lucca Comics 2014, o in seguito a specifiche richieste di acquisto presso l'editore, e di conseguenza è priva di codice ISBN.
In Italia la serie è stata pubblicata dalla Flashbook a partire da novembre 2010. La licenza del manga è stata concessa anche alla Ever Glory Publishing in Taiwan, alla Kaze Manga in Francia e alla Viz Media in America del Nord.

### Volumi
| 1  | 26 ottobre 2007 | ISBN 978-4-09-130854-2                                                                | 21 novembre 2010  | ISBN 978-88-6169-210-7 |
| 1  | Capitoli - 1. Riguardo a quell'uomo e dubbi (その男, 不審につき?, Sono otoko, fushin nitsuki) - 2. Perché lui è un eroe! (仮にもヒーローですから!?, Karini mo hiro desukara!) - 3. Sono ancora inesperta (自分, まだまだ青いっす?, Jibun, madamada aoissu) - 4. Quella persona, vicina ma lontana (その人, 近くて遠い?, Sono hito, chikakute tōi) - S. Elettroshock Daisy: Capitolo Extra (電撃デイジー EXTRA?, Dengeki Daisy Extra) |                                                                                       |                   |                        |
| 2  | 26 marzo 2008 | ISBN 978-4-09-131455-0                                                                | 31 gennaio 2011   | ISBN 978-88-6169-223-7 |
| 2  | Capitoli - 5. Si avvicina l'ora delle scelte (選択の時は近づくから?, Sentaku no toki wa chikazuku kara) - 6. Sorella, abbiamo un problema! (姐さん, 事件です?, Nee-san, jiken desu) - 7. Lo proteggerò io (彼は私が守ります?, Kare wa watashi ga mamori masu) - 8. Migliori amici (親友?, Shin'yuu) - 9. Giovane è l'eroe (ヒーローはお年頃?, Hīrō wa o toshigoro) |                                                                                       |                   |                        |
| 3  | 26 agosto 2008 | ISBN 978-4-09-132007-0                                                                | 27 marzo 2011     | ISBN 978-88-6169-228-2 |
| 3  | Capitoli - 10. Tu non ci sarai più (君がいなくなる?, Kimi ga inaku naru) - 11. Grazie per tutto (いつもありがとう?, Itsumo arigatou) - 12. Dentro quel cellulare (その携帯の中に?, Sono keitai no naka ni) - 13. Il momento della verità (真実を知る時?, Shinjitsu wo shiru toki) - 14. Segreto (秘密?, Himitsu) |                                                                                       |                   |                        |
| 4  | 26 gennaio 2009 | ISBN 978-4-09-132210-4                                                                | 31 maggio 2011    | ISBN 978-88-6169-254-1 |
| 4  | Capitoli - 15. Come diventare una ragazza sleale (ズルい女になるために.?, Zuruihito ni naru tame ni) - 16. Cos'è questa sensazione? (その気持ちはどっち?, Sono kimochi wa docchi) - 17. Il nome di quel fiore (その花の名は?, Sono hana no naha) - 18. Il quarto uomo (第四の男?, Daiyon no otoko) - 19. Ciò di cui sono capace per te (あなたのためにできること?, Anata no tame ni dekiru koto) |                                                                                       |                   |                        |
| 5  | 26 giugno 2009 | ISBN 978-4-09-132395-8                                                                | 31 luglio 2011    | ISBN 978-88-6169-257-2 |
| 5  | Capitoli - 20. Per te, amore mio… (大好きなきみへ…?, Daisuki na kimi e) - 21. La prima volta… (初めての…?, Hajimete no…) - 22. Le sofferenze di ognuno (それぞれの痛み?, Sorezore no itami) - 23. Cose da perdere per proteggerti (守るため, 失うもの?, Mamoru tame, ushinau mono) - 24. Stammi vicino (側にいて?, Soba ni ite) |                                                                                       |                   |                        |
| 6  | 26 febbraio 2010 | ISBN 978-4-09-132774-1                                                                | 8 ottobre 2011    | ISBN 978-88-6169-271-8 |
| 6  | Capitoli - 25. Il migliore al mondo (世界でいちばん?, Sekai de ichiban) - 26. Bacio (くちづけ?, Kuchiduke) - 27. Decisione (決意?, Ketsui) - 28. La possibilità di un lieto fine (ハッピーエンドの可能性?, Happii endo no kanousei) - 29. Se sono carine non fanno per me (かわいい子にわ叶なし?, Kawaii ko ni wa kanou nashi) - S. Capitolo extra: La leggenda del cosplay della vigilia (番外編 ~ 聖夜のコスプレ伝説 ~?, Bangai-hen ~ Seiya no kosupure rejendo ~) - S. Capitolo extra: Un inizio anno felice per tutti ♡ (番外編 ~ それぞのしあわせなな正月♡ ~?, Bangai-hen ~ Sore zo no shiawasena na shōgatsu ♡ ~) |                                                                                       |                   |                        |
| 7  | 26 luglio 2010 | ISBN 978-4-09-133384-1                                                                | 31 dicembre 2011  | ISBN 978-88-6169-283-1 |
| 7  | Capitoli - 30. Cose che so solo io… (私だけが知っている…?, Watashi dake ga shitte iru…) - 31. Derubata di… (奪われにのは…?, Ubawa re ni no wa…) - 32. Cuore perso (迷子の心?, Maigo no kokoro) - 33. Poterti incontrare (あなたに会える?, Anata ni aeru) - 34. La verità comincia ad affiorare (動き出す真実?, Ugoki dasu shinjitsu) |                                                                                       |                   |                        |
| 8  | 26 ottobre 2010 | ISBN 978-4-09-133479-4                                                                | 18 febbraio 2012  | ISBN 978-88-6169-298-5 |
| 8  | Capitoli - 35. Voglio essere felice (幸せになろう?, Shiawase ni narou) - 36. La canzone dei ricordi (思い出の歌?, Omoide no uta) - 37. Due uomini (二人の男?, Futari no otoko) - 38. Il principio del "crimine" ("罪"の始まり?, Tsumi no hajimari) - 39. Il giorno in cui nacque "Daisy" (「DAISY」生まれのた日?, Deiji umare no ta hi) |                                                                                       |                   |                        |
| 9  | 26 aprile 2011 | ISBN 978-4-09-133790-0                                                                | 21 aprile 2012    | ISBN 978-88-6169-306-7 |
| 9  | Capitoli - 40. Ricongiungimento (再会?, Saikai) - 41. Il cammino del "crimine" ("罪"の行方?, Tsumi no yukue) - 42. Voglio sentirti (あなたを感じたい?, Anata wo kan jitai) - 43. You've Got Mail (YOU'VE GOT MAIL?, Yuu gotto meru) - 44. Apparizione spettrale (妖怪現る?, Youkai arawaru) |                                                                                       |                   |                        |
| 10 | 26 settembre 2011 | ISBN 978-4-09-134037-5                                                                | 22 luglio 2012    | ISBN 978-88-6169-321-0 |
| 10 | Capitoli - 45. Esami e prove (試験と試練?, Shiken to shiren) - 46. Non posso restare candida (キレイなままじゃいちれいな?, Kireina mamaja ichireina) - 47. Daisy Bell (DAISY BELL?, Deijii Beru) - 48. Il fidanzato di Rena (玲奈の婚約者?, Rena no kon'yakusha) - 49. Con la rabbia nascosta nel cuore (悔しさを胸に秘めて?, Kuyashi-sa wo mune ni himete) |                                                                                       |                   |                        |
| 11 | 26 marzo 2012 | ISBN 978-4-09-134316-1                                                                | 31 ottobre 2012   | ISBN 978-88-6169-335-7 |
| 11 | Capitoli - 50. È ancora presto per diventare uomo (男になるにはまだ早い?, Otoko ni naruniha mada hayai) - 51. Un pericoloso Love Game (危険なラブゲーム?, Kiken'na rabu gēmu) - 52. Ultime volontà, risposte e amicizia (遺言と答えと友情と?, Yuigon to kotae to yūjō to) - 53. Con la forza della nostra amicizia (私たちの友情に懸けて?, Watashitachi no yūjō ni kakete) - 54. Cuore di ragazzi, spirito di adulti (子供のけじめ 大人の覚悟?, Kodomo no kejime otona no kakugo) |                                                                                       |                   |                        |
| 12 | 26 giugno 2012 | ISBN 978-4-09-134553-0                                                                | 16 febbraio 2013  | ISBN 978-88-6169-357-9 |
| 12 | Capitoli - 55. Distruggiamo i suoi piani! (prima parte) (ﾔﾂの企みをぶっつぶせ! (前編)?, Yatsu no takurami o butsu tsubuse! (zenpen)) - 56. Distruggiamo i suoi piani! (seconda parte) (ﾔﾂの企みをぶっつぶせ! (後編)?, Yatsu no takurami wo butsu tsubuse! (kōhen)) - 57. Spettri dal passato… (過去からの足音…?, Kako kara no ashioto…) - 58. Il giorno che, presto o tardi, verrà (いつか近づく日?, Itsuka chikazuku hi) - 59. Con la forza delle nostre convinzioni (俺たちの信念で｡?, Oretachi no shin'nen de.) |                                                                                       |                   |                        |
| 13 | 25 gennaio 2013 | ISBN 978-4-09-135080-0                                                                | 21 settembre 2013 | ISBN 978-88-6169-408-8 |
| 13 | Capitoli - 60. Mi fido di te (頼りにしてる?, Tayori ni shi teru) - 61. Attacco (襲撃?, Shūgeki) - 62. Speranze e dolori (想いと痛みと?, Omoi to itami to) - 63. Un messaggio dal fratellone 1 (お兄ちゃんからのﾒｯｾｰｼﾞ1?, Onīchan kara no messēji 1) - 64. Un messaggio dal fratellone 2 (お兄ちゃんからのﾒｯｾｰｼﾞ2?, Onīchan kara no messēji 2) |                                                                                       |                   |                        |
| 14 | 26 giugno 2013 | ISBN 978-4-09-135267-5                                                                | 22 febbraio 2014  | ISBN 978-88-6169-433-0 |
| 14 | Capitoli - 65. Le ultime volontà del prof. Midorikawa (緑川教授の遺言?, Midorikawa-kyōju no yuigon) - 66. Lascito (託されもの?, Takusa re mono) - 67. Un momento importante (だいじ時だから?, Daiji tokidakara) - 68. Determinato a essere felice (幸せの決意?, Shiawase no ketsui) - 69. Segni (胎動?, Taidou) |                                                                                       |                   |                        |
| 15 | 25 ottobre 2013 | ISBN 978-4-09-135650-5                                                                | 21 giugno 2014    | ISBN 978-88-6169-458-3 |
| 15 | Capitoli - 70. Un cuore che non si spezza (新れない心で?, Shin renai kokoro de) - 71. Amuleti (わ守り?, Wa mori) - 72. My Hero Will Come (MY HERO WILL COME?, Mai hiiroo uiru kamu) - 73. Il nostro futuro (わたしたちの未来を?, Watashi-tachi no mirai o) - 74. Torniamo a casa insieme (いっしょに帰ろう?, Issho ni kaerou) |                                                                                       |                   |                        |
| 16 | 26 febbraio 2014 | ISBN 978-4-09-135760-1 (edizione regolare) ISBN 978-4-09-159181-4 (edizione limitata) | 18 ottobre 2014   | ISBN 978-88-6169-469-9 |
| 16 | Capitoli - 75. (capitolo conclusivo) Verso il nostro futuro (私たちの未来へ?, Watashitachi no mirai e) - S. Capitolo extra: Unghie (番外編 ~ 爪の先編?, Bangai-hen - Tsume no saki-hen) - S. Capitolo extra: Capodanno (番外編 ~ お正月編?, Bangai-hen - Oshōgatsu-hen) - S. Capitolo extra: Daisy Special Episode 1 (番外編 ~ Daisy Special Episode その1 ~?, Bangai-hen - Deiji supesharu episoodo sono 1) - 1. Episode 1 - Kurosaki (Aspirazioni) (Episode 1 - 黒崎 <憧憬>?, Episoodo wan - Kurosaki <Doukei>) - 2. Episode 2 - Antra (Profondità) (Episode 2 - アントラ <深淵>?, Episoodo tsuu - Antora <Shin'en>) - 3. Episode 3 - Riko (Speciale) (Episode 3 - 理子 <とくべつ>?, Episoodo surii - Riko <Tokubetsu>) - S. Capitolo extra: Daisy Special Episode 2 (番外編 ~ Daisy Special Episode その2 ~?, Bangai-hen - Deiji supesharu episoodo sono 2) - S. (opera di debutto) Cupido pasticcione (へたくそキューピッド?, Hetakuso Kyūpiddo) |                                                                                       |                   |                        |

## Accoglienza
La serie è stata votata come miglior nuovo manga shōjo del 2010 dai fan dell'America del Nord negli About.com Manga Readers' Choice Awards del 2011.